# ウィリアム・ビューウィック
ウィリアム・ビューウィック（1795年 – 1866年）は、イングランドの画家。ダラム・カウンティ、ダーリントン生まれ。室内装飾業者の息子であった。20歳の時に画家のベンジャミン・ヘイドンのもとで修業するためにロンドンに行った。
ビューウィックはドイツの詩人ゲーテの依頼に応じて 、エルギン・マーブルの人物像の幾つかを大判のカルトゥーン(下絵)に仕上げた。また、模写画家としても優れており、1826年にはトーマス・ロレンスが彼をローマのシスティーナ礼拝堂にあるミケランジェロによるフレスコ画の模写に派遣するほどであった。3年後の帰国に際し、歴史画、肖像画家として働いた。しかし病気のため引退を余儀なくされ、 余生を北東イングランドで過ごした。約20年後に死去したとみられる。
1871年、『ビューウィック伝及び書簡』がエドウィン・ランドシーアの弟トーマス・ランドシーアにより出版された。これらはヘイドンのサークルに関する情報源となっており、ビューウィックがよく知っていたウィリアム・ヘイズリットの人柄の考察や、詩人フォスコロがウィリアム・ワーズワースの前で自らの詩を朗誦している描写もある。 